# مايك سمربي
مايك سمربي (بالإنجليزية: Mike Summerbee)‏ ، من مواليد 15 ديسمبر 1942 ، لاعب كرة قدم إنجليزي سابق.
لعب مع منتخب إنجلترا لكرة القدم.

## مسيرته الكروية
لعب مايك سمربي خلال مسيرته الاحترافية مع 5 أندية في اثنين وعشرين موسمًا وسجل خلالها 92 هدفًا ضمن 709 مباراة. حيث فاز في موسم واحد بالكأس وفي موسم واحد بالدوري.
خاض مايك سمربي مسيرته مع نادي سويندون تاون في موسم 1959–60 ليلعب معه ستة مواسم، مشاركًا في 211 مباراة سجل خلالها 39 هدفًا. ثم انتقل إلى نادي مانشستر سيتي في موسم 1965–66 ليلعب معه عشرة مواسم، حيث شارك في 357 مباراة سجل خلالها 47 هدفًا. لينتقل بعدها إلى نادي بيرنلي في موسم 1975–76 ولمدة موسمين، مشاركًا في 51 مباراة ولم يسجل أي هدف. ثم انتقل إلى نادي بلاكبول في موسم 1976–77 لمدة موسم واحد، مشاركًا في 3 مباريات ولم يسجل أي هدف أيضًا. هذا وانتقل لاحقًا إلى نادي ستوكبورت كونتي في موسم 1977–78 واستمر معه طيلة ثلاثة مواسم، مشاركًا في 87 مباراة سجل خلالها 6 أهداف.

## روابط خارجية
- مايك سمربي على موقع الاتحاد الأوربي (الإنجليزية)
- مايك سمربي على موقع قاعدة بيانات كرة القدم.إي يو (الإنجليزية)
- مايك سمربي على موقع ناشيونال فوتبول تيمز (الإنجليزية)